# Calliteara flavobrunnea
Calliteara flavobrunnea är en fjärilsart som beskrevs av Robinson 1969. Calliteara flavobrunnea ingår i släktet harfotsspinnare, och familjen tofsspinnare. Inga underarter finns listade i Catalogue of Life.